# Măsurători terestre

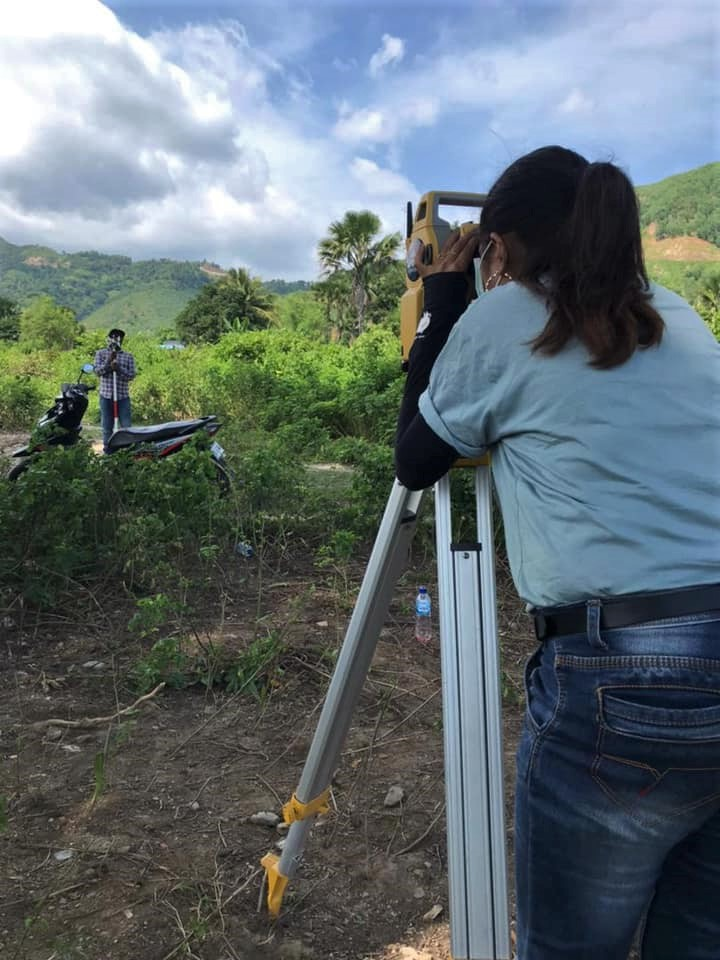
Surveyor în Timorul de Est (2022)

Măsurătorile terestre reprezintă ansamblul de științe aplicate, care se ocupă cu determinarea formei și dimensiunilor pământului, precum și cu eleborarea de planuri și hărți, folosind metodele și tehnicile geodeziei, topografiei, fotogrammetriei, cartografiei, astronomiei geodezice și gravimetriei geodezice.

## Aparatura utilizata in măsuratori terestre

### 1.1. Teodolitul
Funcție principală: Măsoară unghiurile orizontale și verticale cu o precizie ridicată.
Utilizare: Teodolitul este folosit pentru a determina direcțiile unghiulare precise în domenii precum geodezie, topografie, construcții și minerit.
Componente: Include un telescop mobil montat pe o bază, cercuri gradate pentru măsurarea unghiurilor și dispozitive de citire a acestora.
Tipuri:
- Teodolit optic clasic: Folosește un sistem de lentile pentru observare și un mecanism manual pentru citirea unghiurilor.
- Teodolit digital: Este dotat cu un display digital pentru citirea directă a unghiurilor, ceea ce reduce erorile de citire și crește precizia măsurătorilor.

Teodolitele moderne, datorită tehnologiilor digitale, oferă o interfață ușor de utilizat și o precizie superioară, făcându-le esențiale în lucrările de construcție, trasare și cartografiere.

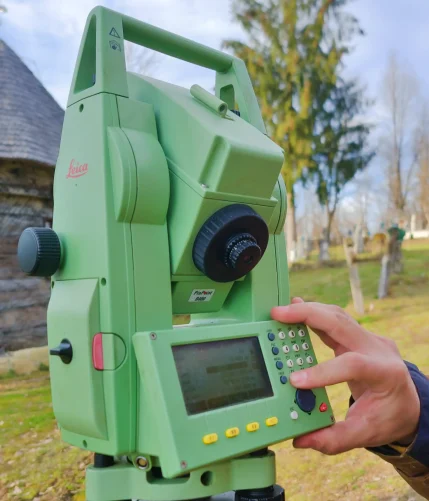
Statie Totala (tahimetru electronic)

### 1.2. Tahimetrul
Funcție principală: Măsoară atât distanțele, cât și unghiurile orizontale și verticale.
Utilizare: Folosit pe scară largă în topografie, geodezie și lucrări inginerești pentru a măsura puncte de pe suprafața Pământului și a le transforma în coordonate exacte.
Componente: Include un telescop, un laser pentru măsurarea distanțelor și un computer integrat pentru calcule și înregistrarea datelor.
Avantaje: Tahimetrul combină funcțiile teodolitului și telemetrului, permițând obținerea rapidă și precisă a coordonatelor punctelor. Este utilizat pe scară largă în construcții și amenajări teritoriale datorită rapidității și preciziei sale.
Tipuri:
- Tahimetru clasic: Necesită preluarea manuală a datelor.
- Tahimetru electronic (stație totală): Preia și calculează automat datele de măsurare, reducând erorile umane și accelerând procesul.

### 1.3. Nivela Optică
Funcție principală: Nivela optică este utilizată pentru măsurarea diferențelor de înălțime între puncte distincte ale unui teren. Prin folosirea unui tub optic, asemănător unui telescop, montat pe un trepied, permite măsurători precise de elevație.
Utilizare: Nivela optică este indispensabilă în activitățile de topografie, construcții și inginerie civilă, fiind folosită pentru nivelarea terenurilor și construcțiilor, măsurarea cotelor și verificarea orizontalității unor structuri.
Componente:
- Tub optic: Asigură vizualizarea precisă a unei rigle gradate pentru determinarea elevației.
- Trepied: Oferă stabilitate și permite poziționarea instrumentului la o înălțime convenabilă.
- Stadia: Este utilizată pentru citirea diferențelor de nivel față de un punct de referință.

Tipuri:
- Nivela optică clasică: Funcționează prin observarea manuală a unei rigle gradate, măsurătorile fiind efectuate prin rotirea și ajustarea manuală a tubului optic.
- Nivela optică electronică: Integrează tehnologii moderne care permit măsurători automate, reducând erorile de citire și oferind o precizie mai mare datorită dispozitivelor electronice integrate.

Specificații tehnice: Nivelele optice standard asigură o precizie de ±2 mm pe o distanță de 1 km pentru un nivelment dublu, făcându-le ideale pentru proiecte de construcții și lucrări de nivelment în pantă.

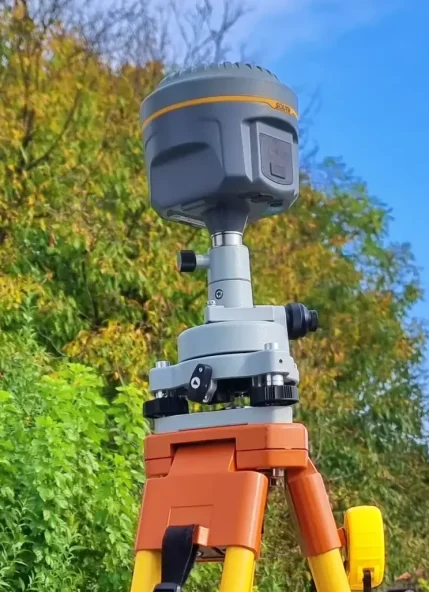
Antena GNSS, masuratori statice

### 1.4. Sistem GNSS (Global Navigation Satellite System)
Funcție principală: Oferă măsurători precise ale poziției utilizând semnale de la sateliți aflați in diverse constelații satelitare.
Utilizare: Se folosește pentru determinarea coordonatelor geografice cu o precizie de până la câțiva milimetri. Sistemele GNSS sunt utilizate în topografie, geodezie, agricultură de precizie, navigație și studii geologice.
Componente: Include un receptor GNSS, antenă și un computer pentru prelucrarea semnalelor și determinarea poziției.
Tipuri:
- Receptor GNSS standard: Are o precizie moderată, suficientă pentru navigația obișnuită.
- GNSS diferențial (DGPS): Utilizează un al doilea receptor fix pentru a corecta erorile de poziționare și oferă o precizie mai mare, fiind utilizat în lucrările de cadastru și construcții.
- RTK (Real-Time Kinematic): Oferă măsurători de poziție în timp real, cu o precizie sub-centimetrică.

### 1.5. Scaner Laser
Funcție principală: Efectuează scanări tridimensionale ale suprafețelor pentru a crea modele digitale de înaltă precizie.
Utilizare: Utilizate în arhitectură, inginerie, construcții și topografie pentru a captura rapid geometrii complexe și a genera modele 3D.
Componente: Include o unitate de emisie laser, un receptor și un software de procesare a datelor scanate.
Avantaje: Scanerele laser pot capta milioane de puncte de date într-un timp scurt, creând modele detaliate ale clădirilor, terenurilor și structurilor industriale. Sunt preferate pentru lucrările care necesită un grad înalt de detaliu și precizie.

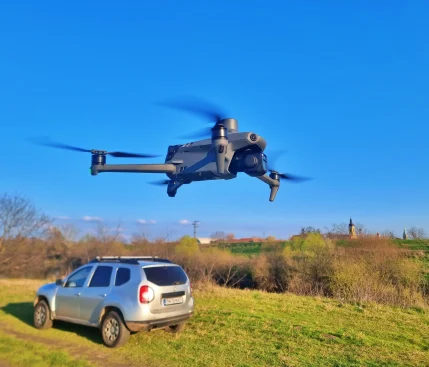
Drona fotogrametrica, executand un plan de zbor

### 1.6. Dronă Fotogrammetrică
Funcție principală: Capturează imagini aeriene de înaltă rezoluție pentru a genera hărți și modele tridimensionale ale suprafețelor.
Utilizare: Utilizată pe scară largă în topografie, agricultură de precizie, cartografie și evaluări de terenuri.
Componente: Include o cameră de înaltă rezoluție montată pe o dronă, un sistem GPS pentru determinarea coordonatelor și un software de procesare fotogrammetrică.
Avantaje: Permite acoperirea rapidă a suprafețelor mari, iar datele colectate pot fi prelucrate în modele 3D și ortofotoplanuri precise.